# Konrad III của Đức

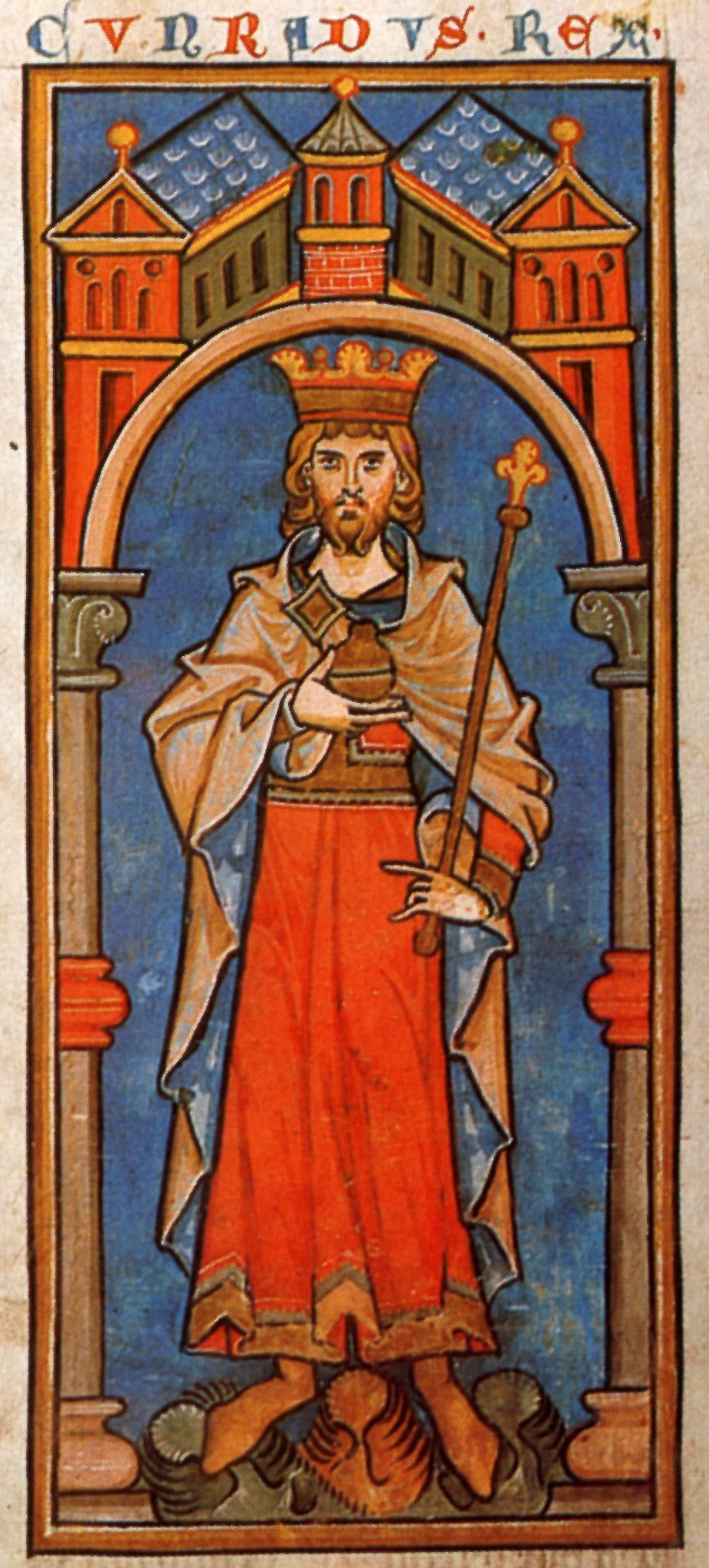
King Conrad III (Cunradus rex) in a thế kỷ 13 miniature

Konrad III (1093 ở Bamberg – 15 tháng 2, 1152 ở Bamberg) là vị vua Đức đầu tiên của triều đại Hohenstaufen. Ông là con trai của Frederick I, Công tước Schwaben, và Agnes, con gái Hoàng đế Henry IV thuộc nhà Salier.

## Cuộc đời và trị vì
Konrad được bổ nhiệm làm Công tước Franken bởi người chú, Hoàng đế La Mã Thần thánh Henry V, vào năm 1115.